# Atwater (Saskatchewan)
Atwater es un pueblo canadiense situado en la provincia de Saskatchewan.

## Superficie
Atwater tiene una superficie de 1,84 km².

## Demografía
En 2021, tenía 27 habitantes, una densidad poblacional de 14,7 hab./km², y 14 viviendas.